# Borepina
La borepina è un composto eterociclico insaturo a sette termini, uno dei quali è un atomo di boro, avente formula bruta C6H7B.
La borepina è un composto formalmente aromatico in quanto rispetta la regola di Hückel; ciò perché nell'anello tutti e sette gli atomi sono ibridati sp2 (hanno solo tre legami sigma) e quindi ognuno ha un orbitale p libero ed essendo 6 gli elettroni π totali (uno da ogni C e zero dal boro) la molecola è strettamente isoelettronica con lo ione tropilio (C7H7+), che è aromatico e può essere ottenuto stabile nei suoi sali, e la borepina può essere considerata un derivato del tropilio per sostituzione di un C+ con un atomo di boro. 
Il derivato B-cloroborepina, che è un solido, è stato sottoposto all'analisi diffrattometrica ai raggi X e l'anello è risultato planare, con una certa alternanza nelle distanze di legame.
Uno studio quantomeccanico computazionale trova che la borepina è solo parzialmente aromatica in quanto il boro, essendo meno elettronegativo del carbonio, riesce solo parzialmente a ricevere densità elettronica dal resto dell'anello. Il carattere aromatico è generalmente maggiore con sostituenti elettron attrattori sul boro Borepine: A Density Functional Approach toward Structural Features and Properties | Russian Journal of Inorganic Chemistry. 